# Husseren-Wesserling
Ne doit pas être confondu avec Husseren-les-Châteaux.
Husseren-Wesserling est une commune française, située dans la circonscription administrative du Haut-Rhin et, depuis le 1er janvier 2021, intégrée dans le territoire de la Collectivité européenne d'Alsace dans la région Grand Est.
Cette commune se trouve dans la région historique et culturelle d'Alsace.
Ses habitants sont appelés les Husserenois et les Husserenoises.

## Géographie
La commune se trouve dans la vallée de la Thur, côté alsacien du col de Bussang, à quelques kilomètres de Saint-Amarin.
C'est une des 188 communes du Parc naturel régional des Ballons des Vosges.
|        | Fellering           | Ranspach |
| Urbès  | Husseren-Wesserling |          |
| Mollau |                     | Mitzach  |

### Hydrographie

#### Réseau hydrographique
La commune est dans le bassin versant du Rhin au sein du bassin Rhin-Meuse. Elle est drainée par la Thur, le ruisseau Langmattruntz et le ruisseau Rimbachruntz,,.
La Thur, d'une longueur de 53 km, prend sa source dans la commune de Wildenstein et se jette  dans l'Ill à Ensisheim après avoir traversé 20 communes. 

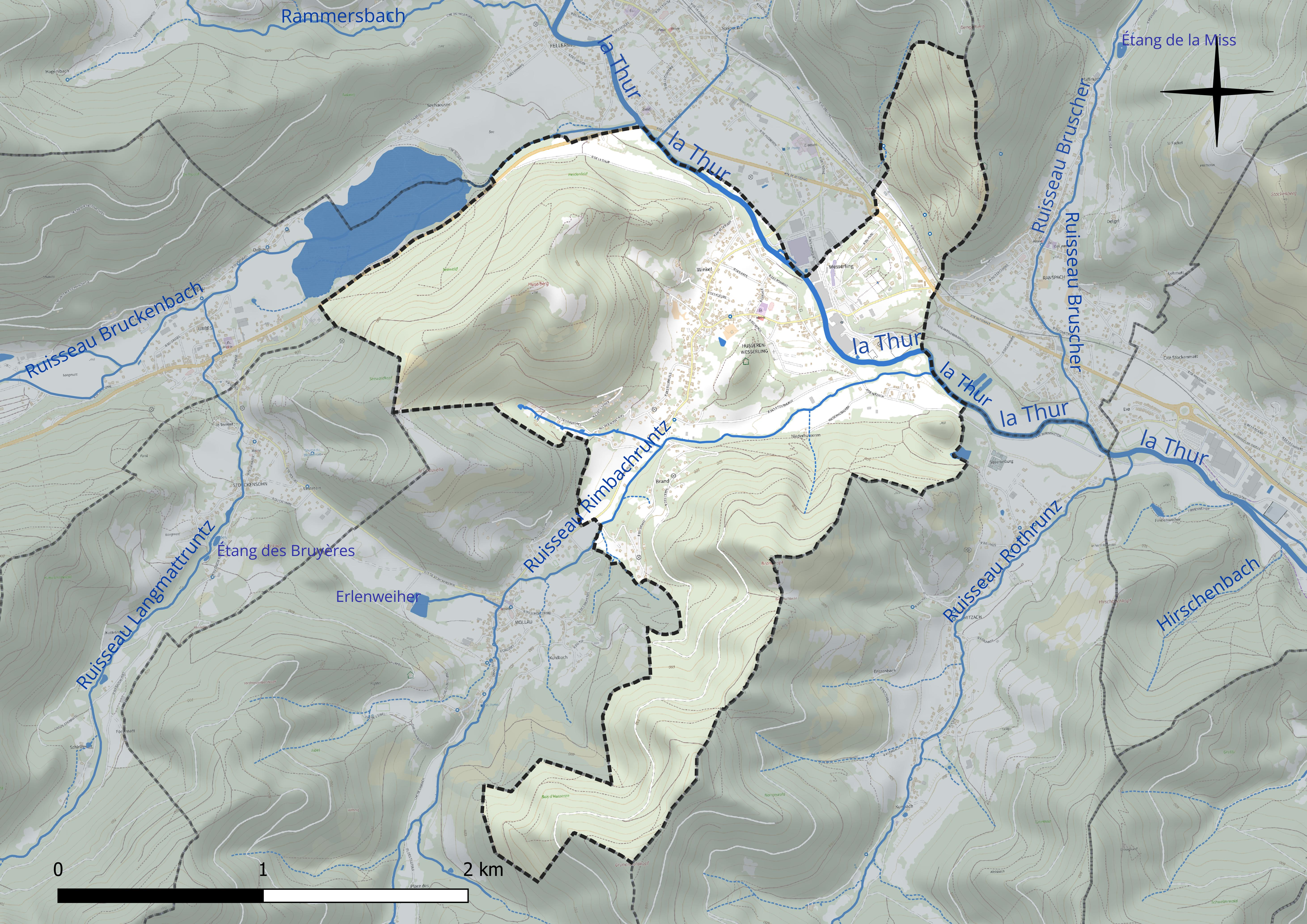
Réseau hydrographique de Husseren-Wesserling.

#### Gestion et qualité des eaux
Le territoire communal est couvert par le schéma d'aménagement et de gestion des eaux (SAGE) « Thur ». Ce document de planification concerne le bassin versant de la Thur. Ce territoire s'étend sur 544 km2. Le périmètre a été arrêté le 4 mars 1996 et le SAGE, à proprement dit, a été approuvé le 14 mai 2001. La structure porteuse de l'élaboration et de la mise en œuvre est la Direction départementale de l'agriculture et de la forêt du Haut-Rhin. 
La qualité des cours d’eau peut être consultée sur un site dédié géré par les agences de l’eau et l’Agence française pour la biodiversité. 

### Climat
Pour des articles plus généraux, voir Climat du Grand Est et Climat du Haut-Rhin.
En 2010, le climat de la commune est de type climat de montagne, selon une étude du Centre national de la recherche scientifique s'appuyant sur une série de données couvrant la période 1971-2000. En 2020, Météo-France publie une typologie des climats de la France métropolitaine dans laquelle la commune est exposée à un climat semi-continental et est dans la région climatique  Vosges, caractérisée par une pluviométrie très élevée (1 500 à 2 000 mm/an) en toutes saisons et un hiver rude (moins de 1 °C). 
Pour la période 1971-2000, la température annuelle moyenne est de 9,4 °C avec une amplitude thermique annuelle de 16,9 °C. Le cumul annuel moyen de précipitations est de 1 385 mm, avec 12,2 jours de précipitations en janvier et 10,8 jours en juillet. Pour la période 1991-2020, la température moyenne annuelle observée sur la station météorologique de Météo-France la plus proche, « Markstein Crete », sur la commune d'Oderen à 3 km à vol d'oiseau, est de 6,3 °C et le cumul annuel moyen de précipitations est de 1 489,3 mm. 
La température maximale relevée sur cette station est de 30,3 °C, atteinte le 7 août 2015 ; la température minimale est de −20,4 °C, atteinte le 20 décembre 2009,,. 
Les paramètres climatiques de la commune ont été estimés pour le milieu du siècle (2041-2070) selon différents scénarios d'émission de gaz à effet de serre à partir des nouvelles projections climatiques de référence DRIAS-2020. Ils sont consultables sur un site dédié publié par Météo-France en novembre 2022.

## Urbanisme

### Typologie
Au 1er janvier 2024, Husseren-Wesserling est catégorisée petite ville, selon la nouvelle grille communale de densité à sept niveaux définie par l'Insee en 2022.
Elle appartient à l'unité urbaine de Saint-Amarin, une agglomération intra-départementale regroupant neuf  communes dont elle est une commune de la banlieue,,. La commune est, en outre, hors attraction des villes,.

### Occupation des sols
L'occupation des sols de la commune, telle qu'elle ressort de la base de données européenne d’occupation biophysique des sols Corine Land Cover (CLC), est marquée par l'importance des forêts et milieux semi-naturels (68,2 % en 2018), une proportion identique à celle de 1990 (68,2 %). La répartition détaillée en 2018 est la suivante : 
forêts (64,4 %), zones agricoles hétérogènes (18,5 %), zones urbanisées (8,2 %), prairies (4,9 %), milieux à végétation arbustive et/ou herbacée (3,7 %), zones humides intérieures (0,2 %). L'évolution de l’occupation des sols de la commune et de ses infrastructures peut être observée sur les différentes représentations cartographiques du territoire : la carte de Cassini (XVIIIe siècle), la carte d'état-major (1820-1866) et les cartes ou photos aériennes de l'IGN pour la période actuelle (1950 à aujourd'hui).

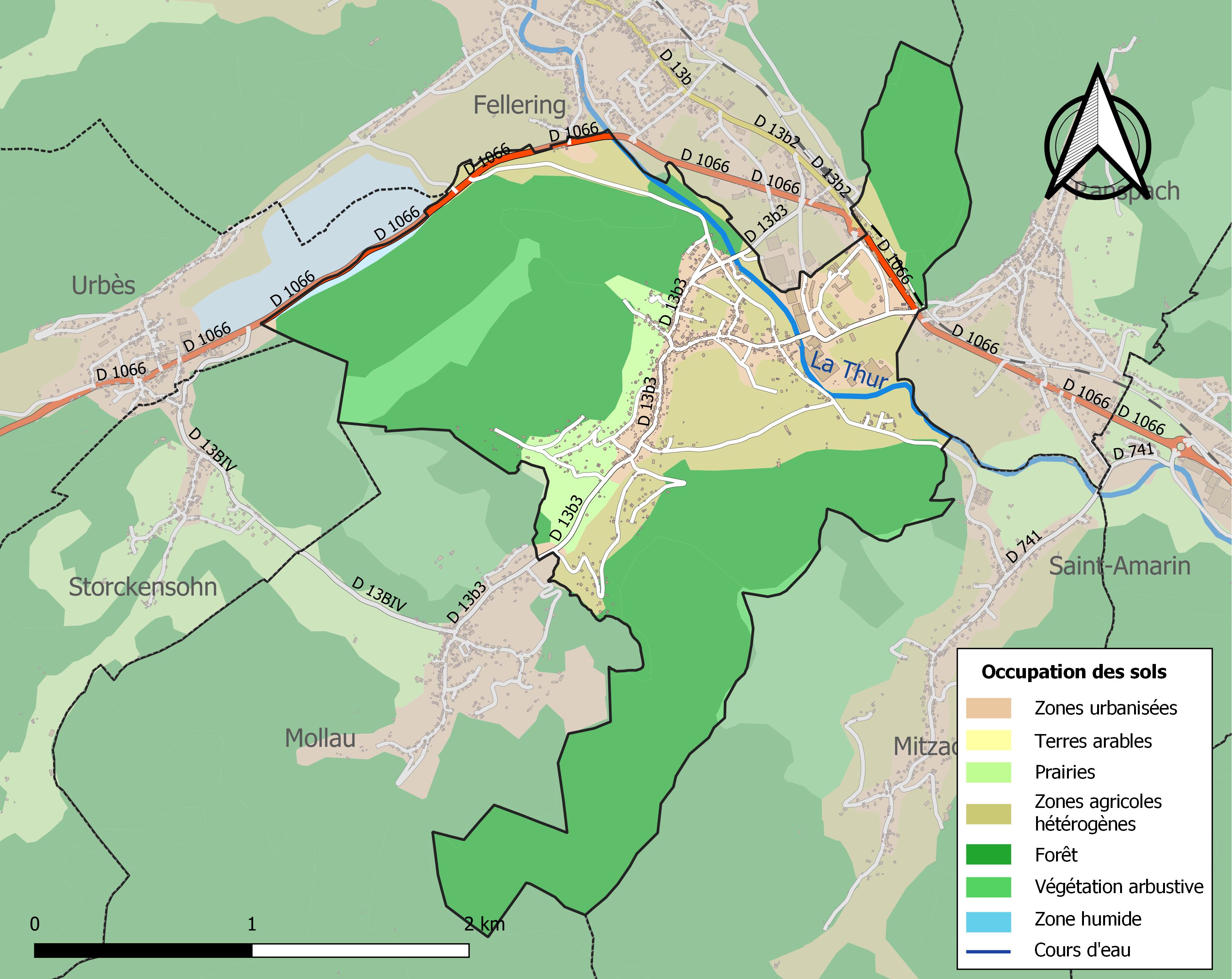
Carte des infrastructures et de l'occupation des sols de la commune en 2018 (CLC).

## Histoire

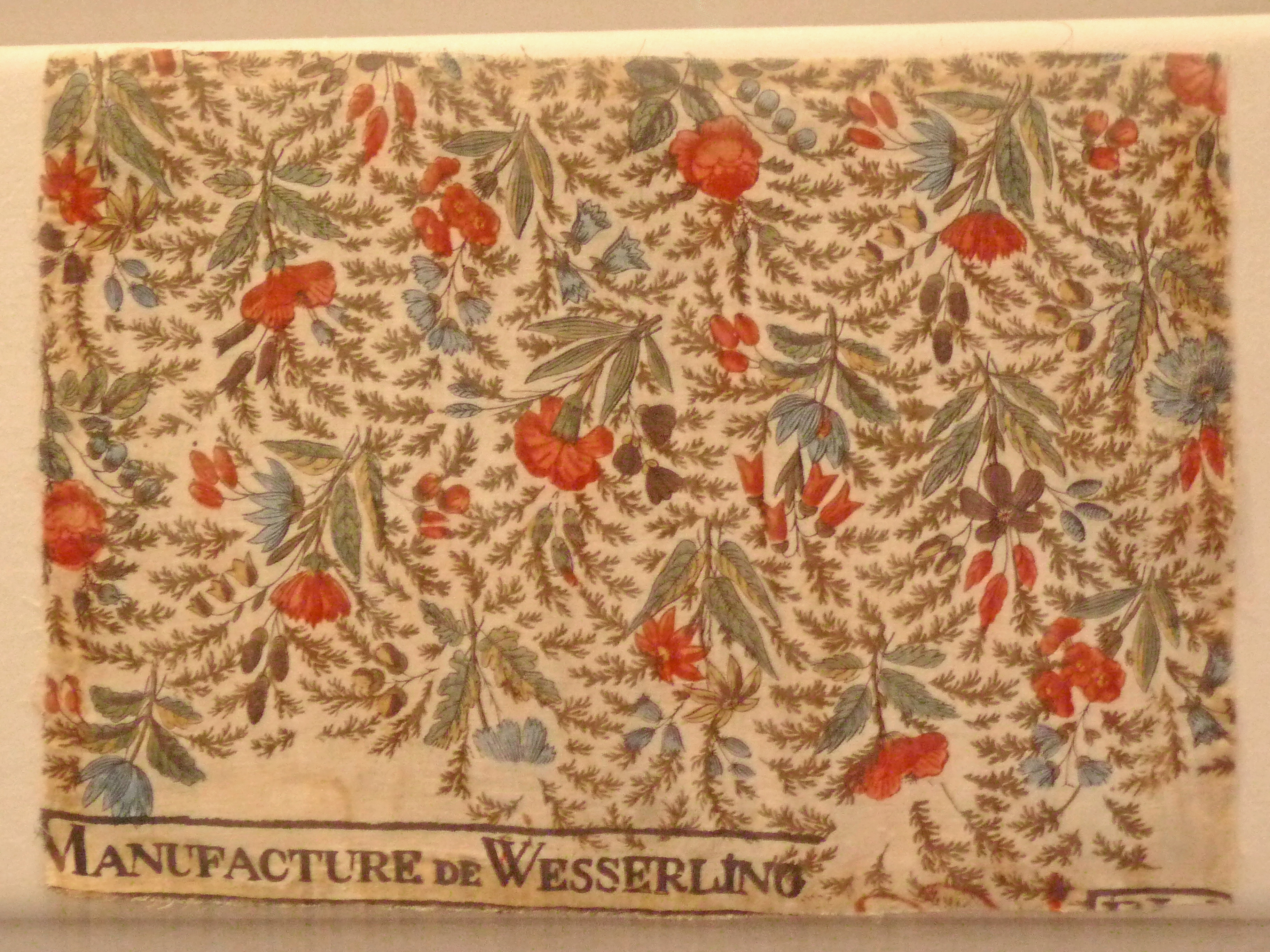
Toile de coton imprimée à la planche (fin du XVIIIe siècle).

Hameau avant 1796, la commune prit son nom en 1873. Le village connut son essor grâce à l'industrialisation et aux manufactures qui s'installèrent à proximité à partir de 1762 sous l'impulsion de familles huguenotes d'origine française réfugiées en Suisse, notamment les familles Gros et Roman. En 1822, des recherches de houille, auxquels participe Jean Antoine Joseph Davillier, ont lieu dans le département pour alimenter la manufacture de Wesserling et concurrencer les houillères de Ronchamp.
Depuis 1998, le Parc est devenu Monument Historique.
Sur le lieu-dit « Wesserling », le Prince Abbé Eberhard von Loewenstein aménagea un pavillon de chasse en 1635. Puis il le transforma en château, en 1699. Ce château est devenu aujourd'hui le bâtiment principal du parc de Wesserling.
Le 7 août 1914, l'armée française conquiert la haute vallée de la Thur (sous domination allemande comme le reste de l'Alsace-Moselle depuis la défaite de 1870). Le Général Serret établit l'état major de la 66e division qu'il commande dans la partie centrale du Château de Wesserling. Dans ce site, les militaires élaborent leurs stratégies et reçoivent la visite de personnalités telles que le Président Poincarré ou le Général Joffre. La commune a été décorée le 17 mars 1922 de la croix de guerre 1914-1918.
Aujourd'hui, la commune de Saint-Amarin aide Husseren-Wesserling à continuer son essor industriel, en incitant les PME (petites et moyennes entreprises), les artisans et les commerçants à venir s'y installer.

### Héraldique
| Blason de Husseren-Wesserling | Blason  | Tranché d'azur au château du lieu d'argent ouvert et ajouré de sable, surmonté de trois fleurs de lys d'or rangées en fasce, celle de dextre mouvant de la partition ; et d'argent à trois bandes ondées d'azur. |
| Blason de Husseren-Wesserling | Détails | Le statut officiel du blason reste à déterminer. |

## Toponymie
Outre le nom du lieu-dit, le nom du village vient du moyen haut-allemand « das Haus », à savoir maison.

En moyen haut-allemand, le pluriel en est « Husen » tandis que, en allemand contemporain, cela donne plutôt « Häuser ». On retrouve les différentes formes en Alsace, en plus des formes ayant résulté des différents processus de francisation : « House » ou « Hause ».

Dans le cas présent, outre le pluriel, le nom porte la désinence du datif, « -ern ». En moyen haut-allemand, cette marque donne l'indication du lieu où se situe le sujet. C'est aussi une caractéristique assez courante pour les noms de hameau.

Enfin, la graphie actuelle, où la voyelle du radical est pointue, transcrit la prononciation alsacienne locale (plutôt que la prononciation arrondie propre à l'allemand).

Finalement, le nom actuel du village peut se traduire par « aux maisons de Wesserling » (au pluriel).

Le rattachement des deux noms « Husseren-Wesserling » n'est apparu qu'après 1801 (notice Cassini).
- Heüsern en 1550, Husserin (1793), Husseren (1801).
- En alsacien : Hüser-Wasserlíng, en allemand : Häusern-Wesserling ou Hüsseren-Wesserling.

## Politique et administration

### Budget et fiscalité 2015

La mairie de Husseren-Wesserling.

En 2015, le budget de la commune était constitué ainsi :
- total des produits de fonctionnement : 849 000 €, soit 834 € par habitant.
- total des charges de fonctionnement : 864 000 €, soit 848 € par habitant.
- total des ressources d’investissement : 1 236 000 €, soit 1 215 € par habitant.
- total des emplois d’investissement : 1 179 000 €, soit 1 158 € par habitant.
- endettement : 919 000 €, soit 903 € par habitant.

Avec les taux de fiscalité suivants :
- taxe d’habitation : 11,32 %.
- taxe foncière sur les propriétés bâties : 17,65 %.
- taxe foncière sur les propriétés non bâties : 78,90 %.
- taxe additionnelle à la taxe foncière sur les propriétés non bâties : 0,00 %.
- cotisation foncière des entreprises : 0,00 %.

### Liste des maires
| Période                                  | Période    | Identité             | Étiquette | Qualité |
| ---------------------------------------- | ---------- | -------------------- | --------- | ------- |
| mars 2001                                | avril 2014 | Bernard Steiger      |           |         |
| avril 2014                               | mai 2020   | Jeanne Stoltz-Nawrot |           |         |
| mai 2020                                 | En cours   | Nuccelli Romain      |           | Artisan |
| Les données manquantes sont à compléter. |            |                      |           |         |

## Démographie
L'évolution du nombre d'habitants est connue à travers les recensements de la population effectués dans la commune depuis 1800. Pour les communes de moins de 10 000 habitants, une enquête de recensement portant sur toute la population est réalisée tous les cinq ans, les populations de référence des années intermédiaires étant quant à elles estimées par interpolation ou extrapolation. Pour la commune, le premier recensement exhaustif entrant dans le cadre du nouveau dispositif a été réalisé en 2007.

En 2022, la commune comptait 1 032 habitants, en évolution de +0,68 % par rapport à 2016 (Haut-Rhin : +0,66 %, France hors Mayotte : +2,11 %).
| 1800 | 1806 | 1821 | 1831 | 1836 | 1841  | 1846  | 1851  | 1856  |
| ---- | ---- | ---- | ---- | ---- | ----- | ----- | ----- | ----- |
| 380  | 438  | 692  | 797  | 906  | 1 099 | 1 121 | 1 232 | 1 215 |

| 1861  | 1866  | 1871  | 1875  | 1880  | 1885  | 1890 | 1895  | 1900  |
| ----- | ----- | ----- | ----- | ----- | ----- | ---- | ----- | ----- |
| 1 272 | 1 123 | 1 085 | 1 012 | 1 056 | 1 057 | 986  | 1 001 | 1 000 |

| 1905  | 1910  | 1921  | 1926  | 1931  | 1936 | 1946 | 1954  | 1962  |
| ----- | ----- | ----- | ----- | ----- | ---- | ---- | ----- | ----- |
| 1 019 | 1 073 | 1 134 | 1 123 | 1 100 | 981  | 925  | 1 092 | 1 100 |

| 1968  | 1975  | 1982 | 1990 | 1999 | 2006  | 2007  | 2012 | 2017  |
| ----- | ----- | ---- | ---- | ---- | ----- | ----- | ---- | ----- |
| 1 130 | 1 023 | 947  | 919  | 971  | 1 011 | 1 017 | 989  | 1 048 |

| 2022  | - | - | - | - | - | - | - | - |
| ----- | - | - | - | - | - | - | - | - |
| 1 032 | - | - | - | - | - | - | - | - |

## Lieux et monuments
Patrimoine religieux

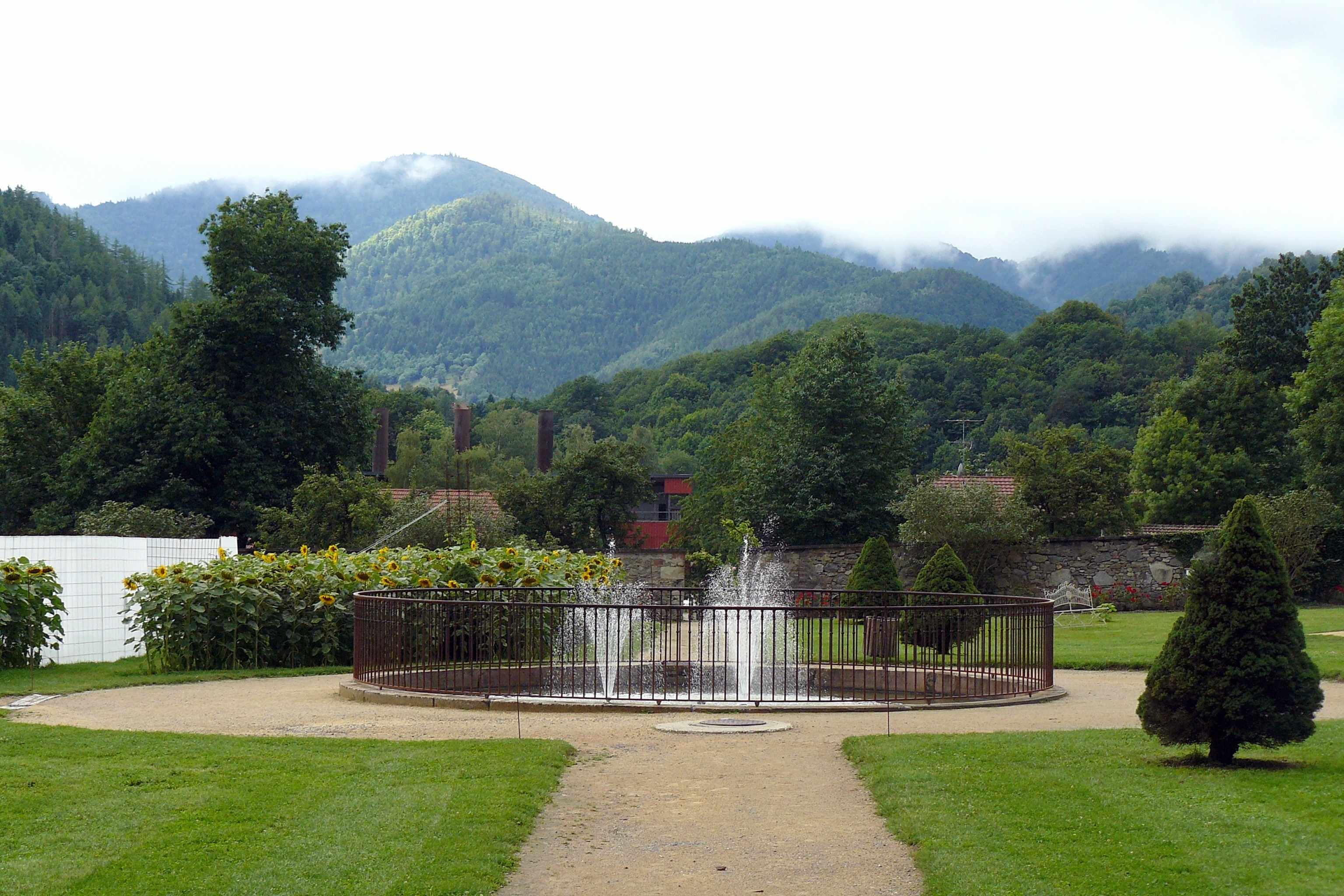
Jardins du Parc de Wesserling (août 2008).

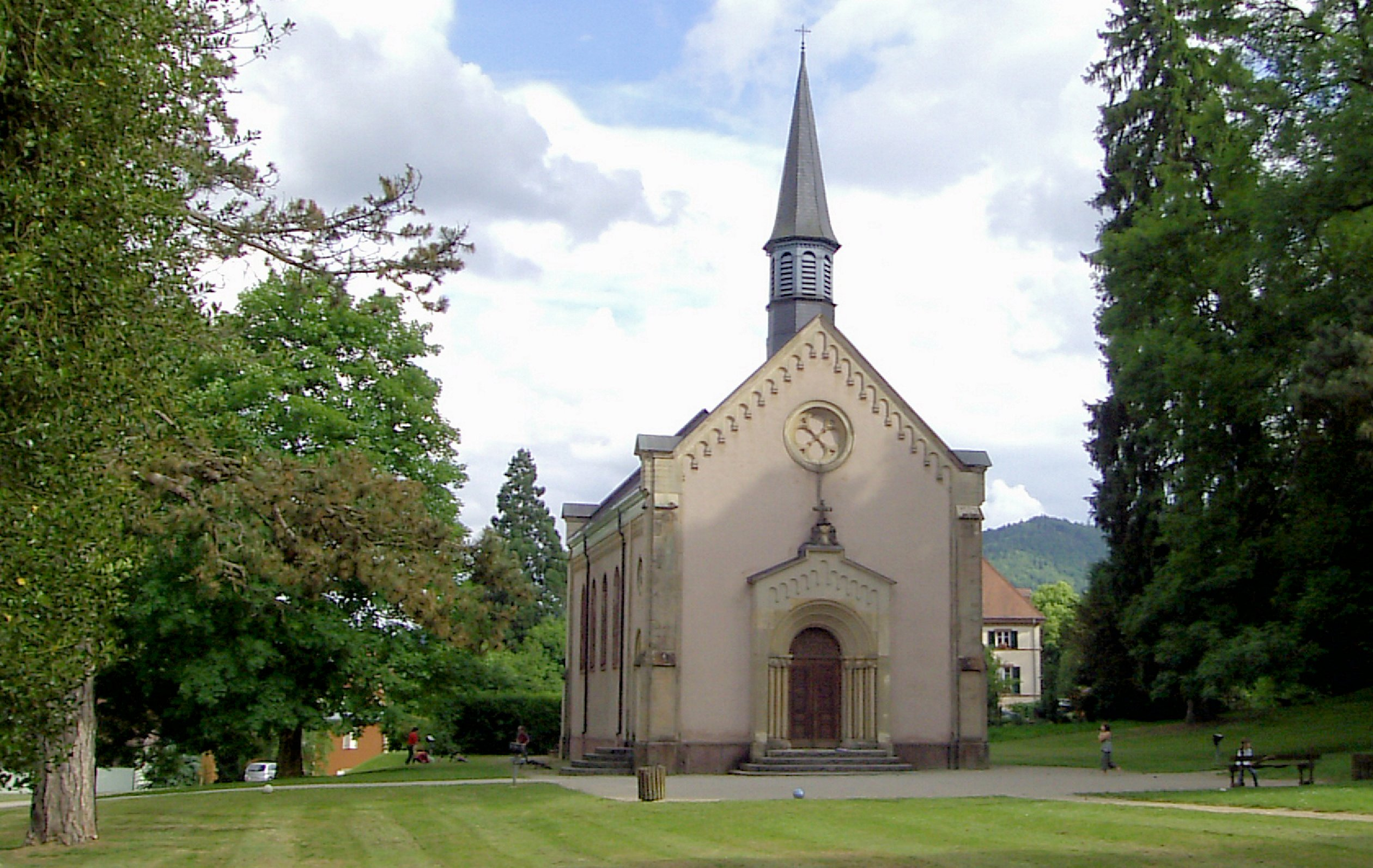
L'église des Protestants.

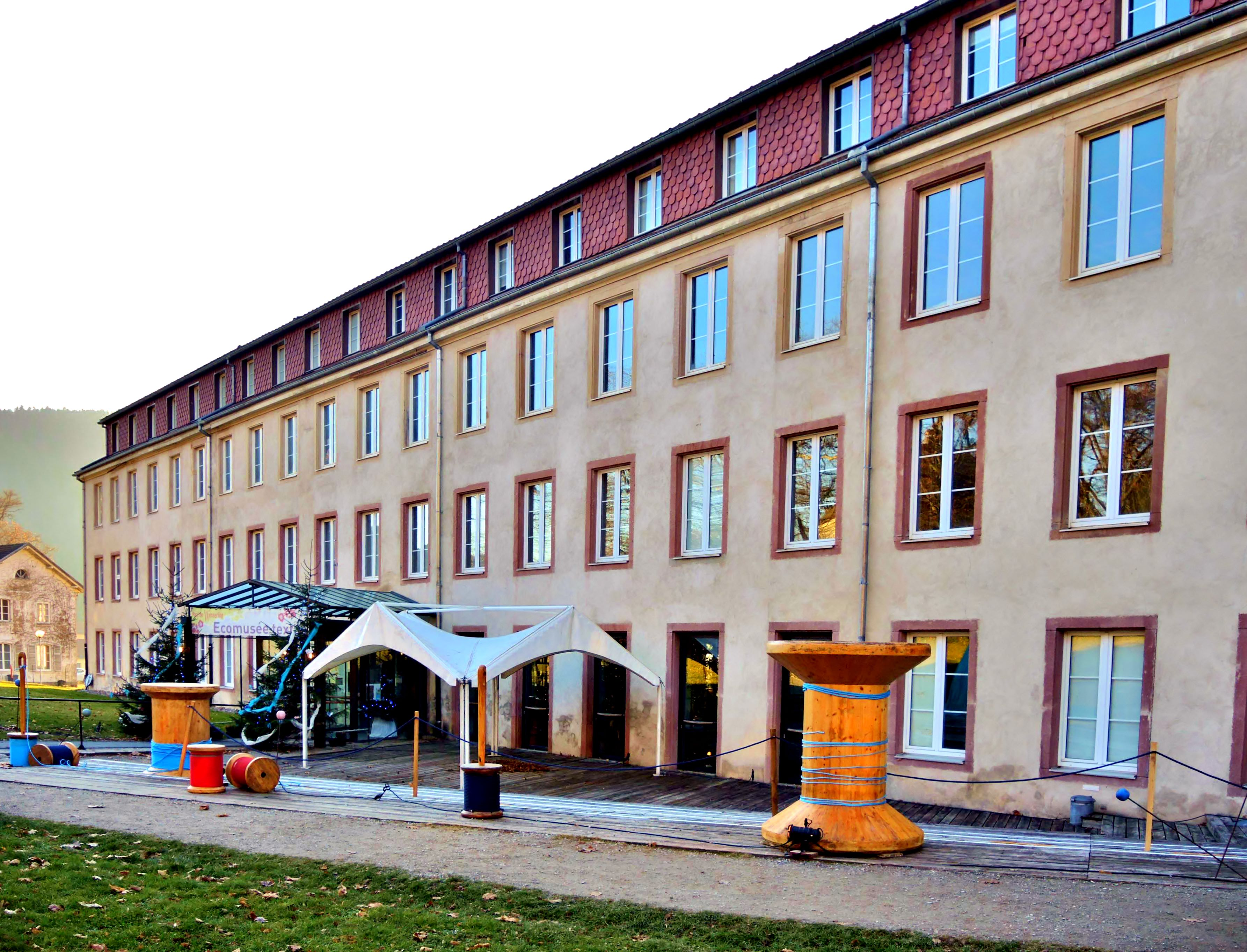
Musée du textile de Husseren-Wesserling.

- L'église Saints-Philippe-et-Jacques[30] et son orgue[31].
- Cimetière[32] .
- L'ancienne église des Protestants à Wesserling (Le temple) et son orgue[33].
- Cimetière de protestants des industriels Gros-Roman[34],[35].
- Monuments commémoratifs[36],[37].

Patrimoine civil
- Château, usine textile dit Château de Wesserling[38].
- Le Parc de Wesserling, cœur industrialo-artisanal économique de la vallée de Saint-Amarin[39] : étant le centre de beaucoup d'usines et d'entreprises artisanales, le parc comporte aussi un espace touristique, dont un musée du textile, quatre jardins et une ancienne manufacture. De plus, une ferme y est installée depuis 1860[40],[41].
- Château fort dit Château de Stoerenbourg[42].
- Usine d'impression sur étoffe[43], son gazomètre[44] et sa chaufferie[45].
- Gare de Wesserling.

## Personnalités liées à la commune
- Aimé Philippe Gros, homme politique né le 23 février 1816 à Husseren-Wesserling (Haut-Rhin) et décédé le 4 janvier 1892 à Paris.
- Albin Haller
- François Antoine Robischung
- Jean Antoine Joseph Davillier
- Suzanne Meyer-Zundel
- Simone Arnold Liebster